# Federico Abruzzi
Federico Abruzzi (Avellaneda, Argentina, 23 de mayo de 1990 ). Es un futbolista argentino, oriundo de Avellaneda. Juega como lateral o volante y actualmente se desempeña en el Querétaro F.C de México.

## Clubes
| Club                                       | País      | Año             |
| ------------------------------------------ | --------- | --------------- |
| Club Atlético Independiente                | Argentina | 1998-2011       |
| Club Atlético Juventud Unida Universitario | Argentina | 2011-2012       |
| Querétaro F.C                              | México    | 2013-Actualidad |